# موسونية زباء
موسونية زباء (الاسم العلمي:Moussonia hirsutissima) هي نوع من النباتات تتبع جنس الموسونية من الفصيلة الغزنرية.